# (666182) 2009 YG19
(666182) 2009 YG19 est un objet transneptunien en résonance 2:5 avec Neptune. 

## Caractéristiques
(666182) 2009 YG19 mesure environ 230 km de diamètre.